# Jörg Michael
Jörg Michael (n. 27 de marzo de 1963 en Dortmund, Alemania) es un músico conocido por ser el exbaterista del grupo de power metal finlandés Stratovarius desde 1996 hasta 2011.

## Biografía
Desde pequeño se dedicó a tocar la batería y a los 15 años poseía un potencial enorme que le permitía tocar a velocidades insospechadas. Su primera banda fue Avenger (luego llamada Rage) y desde entonces hasta el presente se ha involucrado en varias bandas musicales incluyendo Saxon, Mekong Delta, Running Wild, Axel Rudi Pell, Grave Digger y, por último, la banda finlandesa Stratovarius. Para muchos uno de los mejores bateristas contemporáneos de todo el mundo[cita requerida] gracias a su gran dominio del doble pedal, y una velocidad feroz dentro del género power metal.
Esto le ha hecho digno de compararse con los más grandes y célebres bateristas contemporáneos e históricos. Sin embargo no ha sido reconocido por su poca fama en el medio.
En el 2010 a Jörg Michael se le diagnosticó cáncer de tiroides, en la página oficial de Stratovarius el tecladista Jens Johansson dijo:

Queridos seguidores de Stratovarius, me temo que tenemos terribles noticias. Noticias del peor tipo que nos podamos imaginar. Es sobre nuestro baterista Jorg Michael.

Jörg tiene cáncer.

Hace poco descubrió un bulto en su cuello, fue a su médico, decidió operarse y le encontraron un tumor maligno de tiroides. Le han extirpado la tiroides para evitar que se propague. Ahora tendrá que seguir un tratamiento de quimioterapia.

A causa de eso, Stratovarius estuvo poniendo en duda el acompañar a Helloween en su gira "Seven Sinners". Más tarde Jens Johansson publicó en un comunicado lo siguiente:

El propio Jörg nos ha dejado extremadamente claro que no quiere que Stratovarius cancele ni un solo concierto por este hecho. Así que parece que el grupo hará la primera parte del tour Seven Sinners de Helloween como estaba planeado, pero con la diferencia de que Jörg no estará detrás del kit de batería, sino como el elemento que nos motivará para estar en el escenario.

Después se anunciaría que Alex Landenburg, baterista de Axxis, sustituiría a Jörg Michael.

## Drum set
- Batería: Jörg utiliza una Premier Signia con los siguientes elementos: 2 bombos 22x18, toms de 10", 12", 14" y 16", caja de 14x6 de Ludwig, además de 4 octobans.
- Platos: Meinl de la serie Amun (B8): 17" Power Crash (3 unidades), 18" Power Crash (2 unidades), 20" Power Bell Ride, Amun 18" China. Además tiene un splash de 8" Meinl Custom y 2 Hi-Hats Meinl Raker Heavy soundwave (uno abierto y otro semiabierto).
- Accesorios: 2 pedales Drum Workshop 5000, baquetas Vic Fith Jörg Michael signature. En cuanto a los parches utiliza tanto Remo, Evans (toms) y Ludwig (caja).

## Discografía

### Avenger
- Prayers of Steel (1984)
- Depraved to Black (EP, 1985)

### Rage
- Reign of Fear (1986)
- Execution Guaranteed (1987)
- 10 Years in Rage (1995)

### Der Riß
- They All Do What Their Image Says (EP, 1986)

### 100 Names
- 100 Names (1986)

### The Raymen
- Going Down to Death Valley (1986)
- The Rebel Years (best-of) (1995)

### Metal Sword
- Metal Sword (1986)

### Mekong Delta
- Mekong Delta (1986)
- The Music of Erich Zann (1988)
- Toccata (1989)
- Principle of Doubt (1989)
- Dances of Death (1990)
- Classics (1993)

### X-Mas Project
- X-Mas Project (1986)

### Tom Angelripper
- Ein Schöner Tag (1995)

### Axel Rudi Pell
- Wild Obsession (1989)
- Nasty Reputation (1990)
- Eternal Prisoner (1992)
- The Ballads (1993)
- Between the Walls (1994)
- Made in Germany-Live (1995)
- Black Moon Pyramid (1996)
- Magic (1997)
- Oceans of Time (1998)
- The Ballads II (1999)

### Laos
- Laos (1989)
- We Want It (EP, 1990)
- More than a Feeling (EP, 1993)
- Come Tomorrow (EP, 1993)

### Headhunter
- Parody of Life (1990)
- A Bizarre Gardening Accident (1993)
- Rebirth (1994)
- Paracite of Society (2008)

### Schwarzarbeit
- Third Album' (1990)

### Grave Digger
- The Reaper (1993)
- Symphony of Death (EP, 1994)

### Running Wild
- Black Hand Inn (1994)
- Masquerade (1995)
- The Rivalry (1998)

### Glenmore
- For the Sake of Truth (1994)

### House of Spirits
- Turn of the Tide (1994)
- Psychosphere (1999)

### Unleashed Power
- Mindfailure (1997)
- Absorbed (EP, 1999)

### Andreas Butler
- Achterbahn Fahrn (1995)

### Stratovarius
| Título                                       | Discográfica  | Año  |
| Episode                                      | Noise Records | 1996 |
| Visions                                      | Noise Records | 1997 |
| The Past And Now                             | JVC           | 1997 |
| Visions of Europe                            | Noise Records | 1998 |
| Destiny                                      | Noise Records | 1998 |
| Visions of Destiny                           | Noise Records | 1999 |
| The Chosen Ones                              | Noise Records | 1999 |
| Infinite                                     | Nuclear Blast | 2000 |
| 14 Diamonds                                  | JVC           | 2000 |
| Infinite Visions                             | Nuclear Blast | 2000 |
| Intermission                                 | Nuclear Blast | 2001 |
| Elements Pt. 1                               | Nuclear Blast | 2003 |
| Elements Pt. 2                               | Nuclear Blast | 2003 |
| Stratovarius                                 | Sanctuary     | 2005 |
| Black Diamond: The Anthology                 | Noise Records | 2006 |
| Revolution Renaissance                       | Not On Label  | 2007 |
| Polaris                                      | Edel Music    | 2009 |
| Polaris Live                                 | Edel Music    | 2010 |
| Elysium                                      | Edel Music    | 2011 |
| Under Flaming Winter Skies - Live in Tampere | Edel Music    | 2012 |

### Avalon
- Mystic Places (1997)

### Die Herzensbrecher
- Seid Glücklich Und Mehret Euch (1998)

### Andy & The Traceelords
- Pussy! (1998)

### Beto Vázquez Infinity
- Beto Vázquez Infinity

### Saxon
- Lionheart (2004)

### Kaledon
- Chapter 3: The Way of the light (2005)

### Heavatar
- "Opus I: All My Kingdoms" (2013)
- "Opus II: The Annihilation" (2018)